# Euchromius superbella
Euchromius superbella là một loài bướm đêm trong họ Crambidae.